# Station Leirsund
Station Leirsund is een station in Leirsund in fylke Viken  in  Noorwegen. Het huidige station dateert uit 1997. Het eerdere station, uit 1854, moest gesloten worden in verband met de aanleg van Gardermobanen, de lijn naar het vliegveld van Oslo. 
Leirsund wordt bediend door lijn L13, de stoptrein die rijdt tussen Drammen en Dal.